# Isarachnactis brevis
Espèce
Isarachnactis brevis est une espèce de cnidaires de la famille des Arachnactidae.

## Systématique
Le nom valide complet (avec auteur) de ce taxon est Isarachnactis brevis Calabresi (en), 1928.